# Uszty-kulomi járás

Az Uszty-kulomi járás Komiföldön

Az Uszty-kulomi járás (oroszul Усть-Куломский район, komi nyelven Кулöмдін район) Oroszország egyik járása Komiföldön. Székhelye Uszty-Kulom.

## Népesség
- 2002-ben 32 146 lakosa volt, melynek 79%-a komi, 16%-a orosz, 2%-a ukrán.
- 2010-ben 26 858 lakosa volt, melynek 76,9%-a komi, 18,9%-a orosz, 1,7%-a ukrán, 0,5%-a német, 0,4%-a fehérorosz.